# Michelle González
Michelle González (San Juan, 3 agosto 1989) è un'allenatrice di pallacanestro ed ex cestista portoricana.

## Carriera
Con Porto Rico ha disputato i Giochi olimpici di Tokyo 2020, i Campionati mondiali del 2018 e due edizioni dei Campionati americani (2017, 2021).